# Powiat de Lubań
Le powiat de Lubań (en polonais : powiat lubański) est un powiat appartenant à la voïvodie de Basse-Silésie dans le sud-ouest de la Pologne.

## Division administrative
Le powiat comprend 7 communes :
- Communes urbaines : Lubań, Świeradów-Zdrój
- Communes urbaines-rurales : Leśna, Olszyna
- Communes rurales : Lubań, Platerówka, Siekierczyn